# چشم‌انداز ابلیسک
چشم‌انداز ابلیسک (انگلیسی: Landscape with Obelisk) یک نقاشی از خوفرت فلینک، نقاش هلندی است که در سال ۱۶۳۸ خلق شد. نقاشی رنگ روغن روی چوب که ابعادش ۵۴٫۵ در ۷۱ سانتیمتر (۲۱٫۵ در ۲۸٫۰ اینچ) است. این نقاشی را پیشتر به رامبرانت نسبت می‌دادند. این نقاشی در موزهٔ ایزابلا استوارت گاردنر شهر بوستون نگهداری می‌شد اما در جریان سرقت از این موزه در سال ۱۹۹۰، به همراه چند اثر هنری دیگر به سرقت رفت.

## مالکیت
این نقاشی تا سال ۱۹۹۰ در موزهٔ ایزابلا استوارت گاردنر شهر بوستون نگهداری می‌شد و در ۱۸ مارس ۱۹۹۰ از این موزه به سرقت رفت. از آن زمان این اثر هنری در جایی دیده نشده‌است. برای بازگرداندن این اثر و آثار دیگری که از موزه خارج شده‌است، جایزه‌ای ۵ میلیون دلاری در نظر گرفتند که بعدها به ۱۰ میلیون دلار افزایش یافت.